# Erich Topp
Erich Topp, nemški pomorski častnik, arhitekt, admiral in podmorniški as, * 2. julij 1914, Hannover, † 26. december 2005, Süßen.
Topp je bil tretji najuspešnejši nemški podmorniški as druge svetovne vojne in tako eden izmed asov globin.

## Napredovanja
- Fähnrich zur See (1. julij 1935)
- pomorski poročnik (1. april 1937)
- pomorski nadporočnik (1. april 1939)
- Kapitänleutnant (1. september 1941)
- Kapitan korvete (17. avgust 1942)
- Kapitan fregate (1. december 1944)
- Kapitan (1958)
- Kontraadmiral (1. oktober 1966)

## Odlikovanja
- 1939 železni križec II. razreda
- U-Boots-Kriegsabzeichen (7. november 1939)
- 1939 železni križec I. razreda
- viteški križ železnega križa (20. junij 1941)
- viteški križ železnega križa s hrastovimi listi (11. april 1942)
- U-Boots-Kriegsabzeichen z diamanti (11. april 1942)
- viteški križ železnega križa s hrastovimi listi in meči (17. avgust 1942)

## Poveljstva podmornic
| Podmornica | Trajanje                           | Vojne patrulje | Dni na morju |
| U-57       | 5. junij 1940–15. september 1940   | 2              | 36           |
| U-552      | 4. december 1940–8. september 1942 | 10             | 298          |
| U-3010     | 23. marec 1945–26. april 1945      | /              | /            |
| U-2513     | 27. april 1945–8. maj 1945         | /              | /            |

## Podmorniške zmage
- potopljenih:

- 34 ladij (skupaj 197.233 BRT)
- 1 pomožna vojna ladja (227 BRT)
- 1 bojna ladja (1.190 t)

- poškodane 4 ladje (skupaj 32.317 BRT)